# خوان خوسيه مارتينينا رويث
خوان خوسيه مارتينينا رويث ( بامبلونا ، 1 أغسطس 1949) مؤرخ إسباني، حاصل على درجة الدكتوراه من جامعة نافارا ، وعضو مراسل في الأكاديمية الملكية للتاريخ ، والأكاديمية الأمريكية لعلم الأنساب ، وعضو مؤسس في جمعية الدراسات التاريخية في نافارا (SEHN)، وحتى تقاعده عام 2010، كان مديرًا للأرشيف الملكي والعام في نافارا وأستاذًا مشاركًا في التاريخ بجامعة نافارا. وهو أيضًا عضو ونائب رئيس جمعية نافارا الثقافية بينيا بريغون ، ومحرر مجلة بريغون Siglo وهو عضو في هيئة تحرير مجلة . وهو من أبرز المتخصصين في علم القلاع في نافارا ، ويرأس مجلس إدارة نافارا للجمعية الإسبانية لأصدقاء القلاع .  وهو خبير كبير في تاريخ القطار في نافارا.  وقد دفعه اهتمامه الذي أعرب عنه في عدة مناسبات "بالتمييز بين النشر والترويج" إلى نشر العديد من الأعمال الموجهة لعامة الناس، حيث إنه مساهم منتظم في وسائل إعلام مثل دياريو دي نافارا ومجلات <i id="mwHA">برينسيبي دي فيانا</i> أو بريجون سيجلو الحادي والعشرون . 

## سيرة
ولد في بامبلونا في الأول من أغسطس عام1949، وكان طالبا في مدرسة كالاسانث للأباء البياريين في بامبلونا. أبدى ميلا مبكرا نحو العلوم الإنسانية فعندما ألغى هذا الفرع في المدرسة. التحق بمعهد خيمينيز دي رادا ( معهد بلازا دي كروز حاليا)، حيث واصل دراسته في جامعة PREU في الآداب حتى التحاقه بجامعة نافارا عام 1966.
تلقي دروسا من أساتذة ومحاضرين مثل سانتوس غارسيا لاراغيتا، وفالنتين فاسكيز دى برادا، وفيديريكو سواريز فيرديغيز ، وألفريدو فلوريستان سامانيس، وخاصة أنخيلرمارتن دومي الذي أثرربشكل كبير على مسيرته المهنية. في عام 1971 تخرج من قسم الفلسفة و الآداب و التاريخ. واصل عمله كعضو في قسم التاريخة في العصور الوسطي حيث التقى بالمؤرخين فرانسيسكو خافيير زابالو زاباليغي وخوان كاراسكو بيريز.
في عام 1972 أدى خدمته العسكرية الإلزامية في مدريد في خدمة التاريخ العسكري ، والمعرفة الآن باسم الأرشيف العسكري العام في مدريد، حيث واصل الأرشيفي، وقام بفهرسة مجموعة كارديناس-ميكسيا و التعاون في الاستعدادات لمعارض الخطط و الوثائق ، بالإضافة إلى رسم الخرائط العسكرية في نافارا ، ونشر لاحقا كتالوج رسم الخرائط النافارية في الأرشيف العسكري في مدريد 1989. وفي نفس العام انضم إلى بينيا بيجون كعض.و
في عام 1973، عاد إلى بامبلونا، وعرض عليه فلورنسيو إيدواتي إيراغوي منصب خريج الدراسات العليا المتعاقد الذي كان يشغله حتى ذلك الحين خوسيه غوني غازتامبيدي في الأرشيف الملكي العام في نافارا (AGN)، حيث كان سيقوم خلال العامين من العقد بإنتاج فهرس لأموال الأديرة في العصور الوسطى والتعاون في كتالوج السجلات الملكية للأرشيف العام في نافارا .
في 19 يناير 1974، قدم أطروحته للحصول على درجة البكالوريوس، بامبلونا البلدات وتطورها الحضري، القرنين الثاني عشر والسادس عشر ، والتي نشرتها مؤسسة أمير فيانا في نفس العام.
في عام 1975، حصل على منصب خريج أول في AGN أمام لجنة شكلها خوسيه ماريا لاكارا وفيسينتي جالبيتي وفلورنسيو إيدوتي. عندما تقاعد إيدوتي في عام 1982، ظل منصب مدير AGN شاغرا لمدة ثلاث سنوات. في 30 أغسطس 1985، رتب وزير التعليم و الثقافة في حكومة نافارا، رومان فيلونيس، تعيين مارتينيا رئيسا للمكتب.
في عام 1990 قدم أطروحته للدكتوراه ، القلاع الملكية في نافارا (القرنين الثالث عشر والرابع عشر)، في جامعة نافارا أمام لجنة مكونة من فالنتين فاسكيز دي برادا (رئيسًا)، وإيلويزا راميريز فاكويرو (سكرتيرة)، ومانويل ريو ريو ، وكارمن جوسوي سيمونينا ، وفرانسيسكو خافيير زابالو زاباليغي كأعضاء.  هذا العمل، بالإضافة إلى ترسيخه كمتخصص في علم القلاع، يسلط الضوء على دعوته الراسخة لنشر التاريخ. وعلى حد تعبير فاوستينو مينينديز بيدال دي نافاسكويس ، الذي كتب مقدمة طبعة أطروحته، فقد أكد للمؤلف أنه "لا أحد أكثر ملاءمة لإعداد هذا الكتاب، الذي يجمع بين الصلابة التاريخية والترفيه والإيجاز المرغوب فيه في أعمال هذا النوع."  وهو موجود في مجموعة نافارا. لقد نشرت مجلة "مواضيع الثقافة الشعبية" بالفعل عددين مخصصين لقصور كابو دي أرميريا (العددان 283 و284)، بالإضافة إلى موضوعات أخرى تتعلق بالقلاع والتحصينات.
في عام 1999، عين عضوا في الأكاديمية الملكية التاريخية . وفي عام 2001 كلف بمهمة " تنسيق الجزء المتعلق بنافارا في القاموس السيري الإسباني" من خلال كتابة السيرة الذاتية المشكلة إليه. في عام 2002، عين عضوا مراسلا في الأكاديمية الأمريكية لعلم الأنساب. وكان لاهتمامك وبحبه في علم شعارات النبالة سابقة في عام 1982 عندما نشر دراسة بعنوان " كتاب سلاح مملكة نافارا " والتي بعد سنوات، في عام 2001، بمساعدة الخبير فوستينو مينينديز بيدال.

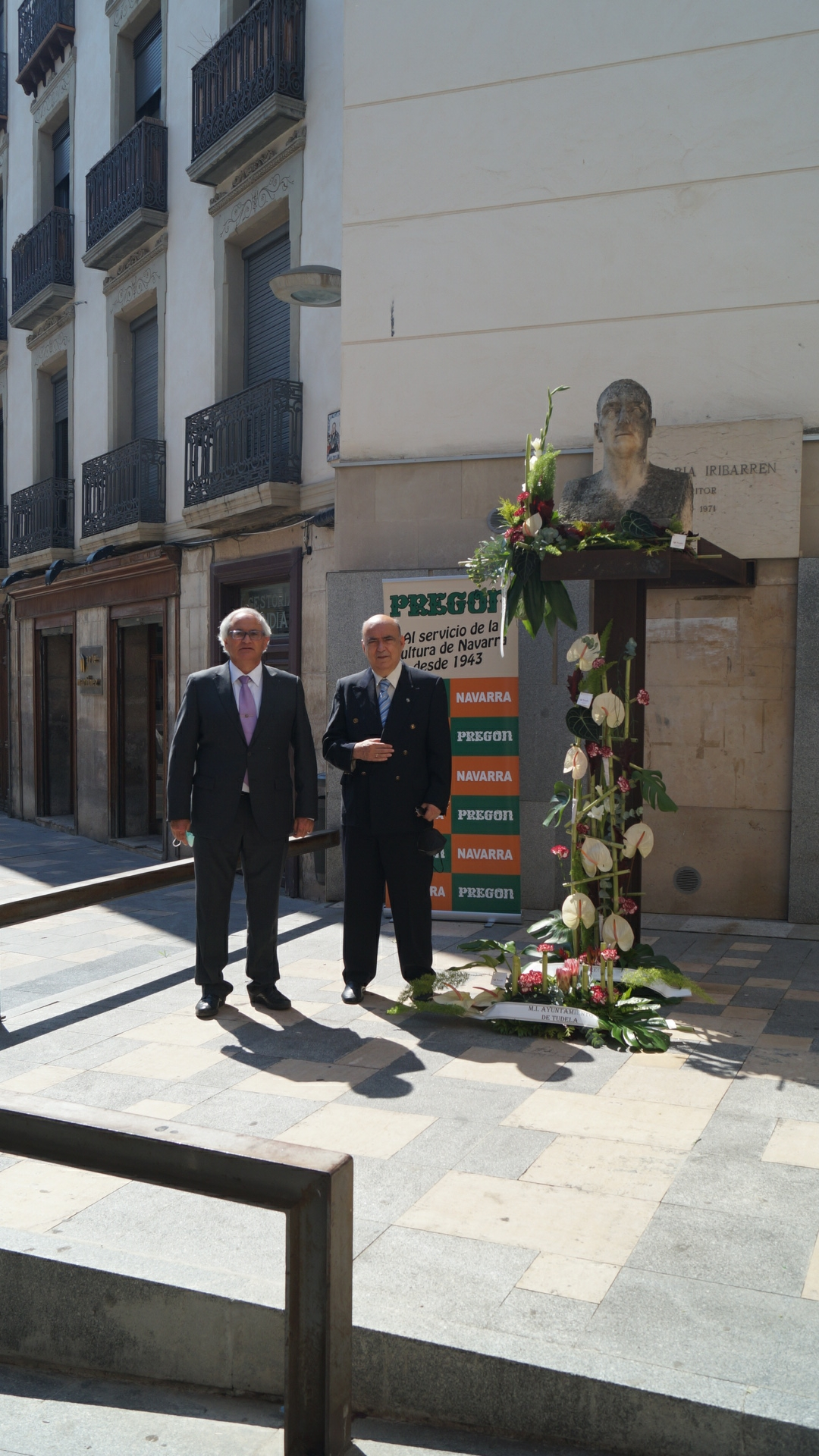
خوان خوسيه مارتينينا (يمين) في توديلا، في 12 يونيو 2021، أثناء تكريم خوسيه ماريا إيريبارين برفقة خوسيه ماريا موروزابال، رئيس جمعية نافارا الثقافية بينيا بريغون

وفي عام 2010 تقاعد، تاركا قيادة AGN

## أعمال
مع دعوته إلى النشر، بالأضافة إلى العديد من المقالات المنشورة في مجالات مختلفة، من بين كتبه تبرز الكتب التالية، مجمعة حسب الموضوع.
- كتالوج وثائقي للكنيسة الملكية المجمعية في رونسيسفاليس (1301-1500) . بامبلونا، 1978. (ردمك 84-235-0404-2)
- فهرس خرائط نافارا في الأرشيف العسكري بمدريد . بامبلونا، ١٩٨٩. (ردمك 84-235-0859-5)
- دليل الأرشيف العام لنافارا. حكومة نافارا، ١٩٩٧. (ردمك 978-84-235-1583-7)

- بامبلونا، أحياءها وتطورها الحضري. القرنان الثاني عشر والسادس عشر . بامبلونا، ١٩٧٤. (ردمك 84-235-0250-3) [7] هي أطروحة البكالوريوس التي يقدم فيها عرضًا تاريخيًا لتكوين وبنية مدينة بامبلونا. [8]
- أبرشيات بامبلونا القديمة الخمس . بامبلونا، ١٩٧٨. مجموعة نافارا. مواضيع الثقافة الشعبية ، العدد ٣١٨. (ردمك 978-84-235-0335-3)
- قصص من بامبلونا القديمة. مجلس مدينة بامبلونا، ٢٠٠١. (ردمك 978-84-895-9090-8)
- بامبلونا ما بعد الحرب. صور من عصر بالأبيض والأسود . بامبلونا، ٢٠١٥. (ردمك 978-84-608-1346-0)
- بامبلونا في عشرينيات القرن العشرين. سجلّ مصور لعقد من الزمن. بامبلونا، ٢٠١٧. (ردمك 978-84-697-6722-1)
- أشياء من إيرونيا القديمة . بامبلونا، 2021. (ردمك 978-84-95930-94-1)

- تاريخ القطار . بامبلونا، ١٩٧٦. مجموعة نافارا. مواضيع الثقافة الشعبية ، العدد ٢٦٠. (ردمك 84-235-0325-9)
- سكة حديد ألدويديس . بامبلونا، ١٩٨٣. مجموعة نافارا. مواضيع الثقافة الشعبية ، العدد ٢٦٠. (ردمك 978-84-235-0090-1)
- نافارا والقطار . بامبلونا، ١٩٩٨. (ردمك 84-235-1771-3)
- سكة حديد بلازاولا. مجلس مدينة بامبلونا، 2014. (ردمك 978-84-95930-69-9)

- شعارات النبالة، القصران الأول والثاني. بامبلونا، ١٩٧٧. مجموعة نافارا. مواضيع الثقافة الشعبية ، العددان ٢٨٣ و٢٨٤. (ردمك 84-235-0062-4)
- نافارا. القلاع والقصور . بامبلونا، بنك الادخار في نافارا، ١٩٨٠. (ردمك 84-7137-604-0) متاح عبر الإنترنت. [9]
- قصر نافارا. بامبلونا، ١٩٨٥. (ردمك 978-84-235-0696-5)
  - في عامي ١٩٨٨ و١٩٩٣، نُشر دليل قصر نافارا بناءً على هذا الكتاب. (ردمك 978-84-235-3296-4)
- القلاع الملكية في نافارا (من القرن الثالث عشر إلى القرن السادس عشر) . بامبلونا، ١٩٩٤. (ردمك 84-235-1328-9) ، يجمع أطروحته للدكتوراه بنفس العنوان. [10]
- نافارا. قلاع وأبراج وقصور (بامبلونا، ٢٠٠٨).
- قلعة بامبلونا. خمسة قرون من الحصن المنيع . بامبلونا، ٢٠١١. (ردمك 84-959-3049-8)

- كتاب ترسانة مملكة نافارا . مقدمة ودراسة وملاحظات. بامبلونا، ١٩٨٢. نُشرت طبعة جديدة عام ٢٠٠١ من قِبل فاوستينو مينينديز بيدال دي نافاسكويس .
- شعارات النبالة في شوارع بامبلونا. مجلس مدينة بامبلونا، ١٩٩٧. (ردمك 84-89590-31-1)

### الجوائز و التقديرات
- في عام 1995، حصل على الميدالية الفضية من الجمعية الإسبانية لأصدقاء القلاع.
- الميدالية الفضية من جامعة نافارا ل 25 عاما من العمل كأستاذ مشارك في التاريخ .
- في عام 2002 جاليكو دور من جمعية ناباردي.
- في عام 2008، تم ترشيحه لجائزة أمير فيانا للثقافة.
- في عام 2021، منديل بامبلونا السادس، الذي منحه مجلس مدينة بامبلونا.